# 阳下街道
阳下街道是中国福建省福州市福清市下辖的一个街道。

## 地理
位于福清市北区，地势北高南低，三面环山呈口袋状。北与闽侯县青口镇和長樂區玉田、罗联、江田接壤。总面积近70平方公里，山地面积37.5平方公里。

## 名称由来
北门外阳下村，雅称阳霞。因其位于玉屏山下的一片田洋中，原名洋下。后因公社设于为村中，便以该村为名。

## 历史沿革
1961年7月，由城关公社析出设阳下公社。1984年9月26日，改为阳下乡。1992年7月22日，阳下乡改阳下镇。2005年12月24日，置阳下街道。同时，析出埔尾、芦院2个行政村并划归音西街道。

## 行政区划
阳下街道下辖以下地区：
奎岭村、北林村、阳下村、油楼村、玉岭村、新局村、溪头村、屿边村、下坝村、东田村、作坊村、高厝村、上亭村、中亭村、下亭村、北亭村、北山村、上街村、漈头村、后坂村、西洽村和梨庄村。